# Museo Etnográfico de Grado
El museo etnográfico de Grado, pertenece a la red de museos etnográficos de Asturias. Su denominación oficial es Museo Etnográfico y de Historia de Grau/ Grado.
El museo está situado en la localidad asturiana de Grado.
El museo abarca la cultura tradicional del centro de Asturias. Fue creado en 1982 por el propio ayuntamiento de Grado y desde 1995 está situado en La Cardosa.

## El museo

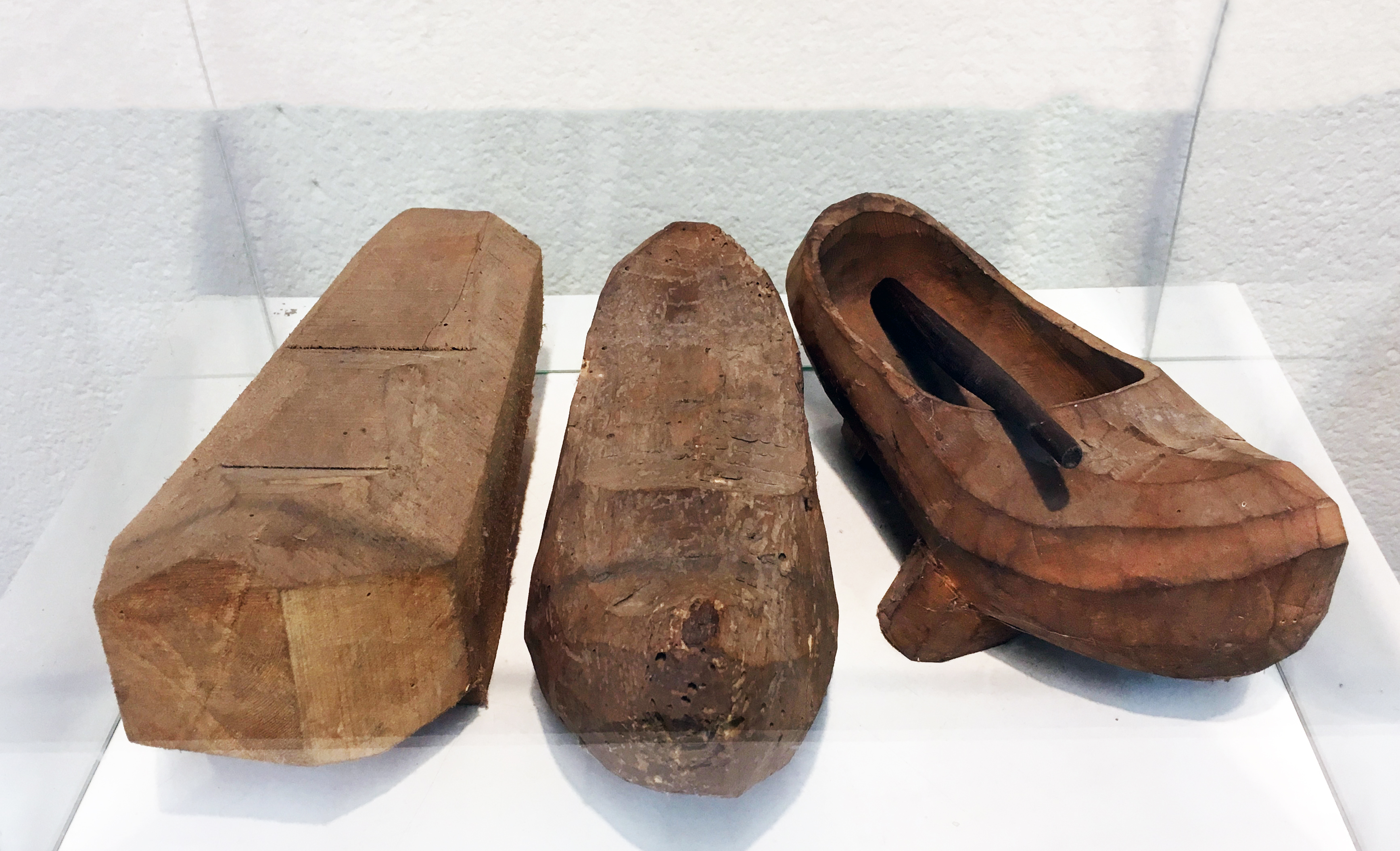
Madreñas asturianas, calzado tradicional, en el Museo Etnográfico de Grado.

El museo comprende diferentes aspectos de los pobladores de la zona. En su exposición se puede destacar:
- Molino de rabil para descascarillar la escanda, este cereal fue básico en la alimentación primitiva de los asturianos. En esta zona podemos ver diferentes máquinas y herramientas relacionadas con este cereal desde su siembra hasta su transformación en pan.
- La vivienda: Se recrea aquí la vivienda típica de la zona, con la cocina como centro de la casa.
- El Llagar.
- Herramientas y aperos de labranza
- Herramientas de trabajo como fraguas, tornos de carpinteros, bancos de madreñeros, etc.
- Banco de trabajo y herramientas de Eliseo Nicolás Alonso, Maestro Azabachero.